# 我是爬行者小江
《我是爬行者小江》是江一燕的第一本书籍，包含小说、随笔、游记、摄影和原创歌词等。2012年出版。愛好攝影的江一燕從自己拍攝的上萬張照片中精選為《我是爬行者小江》做插圖，显示她的“爬行者說”或者“慢下來”的生活態度，《我是爬行者小江》還特別收錄了她寫的三篇小小說。
“江小爬”是江一燕的自称。江一燕透露個人稿酬將全部捐助山區貧困兒童。

## 內容簡介
《我是爬行者小江》一書可以說是江一燕的文學創作集，書中五個章節反映了江一燕不同的五個側面：“文藝爬爬是最江一燕的，這不是大家看到的角色的江一燕，也不是生活裡看上去很樂觀的。”除了文藝部分，江一燕還展示了公益、旅行和藝術生活，特別是做公益，江一燕在過去五六年裡，多次參與過支教活動。第五部分捲毛爬爬，則是江一燕的家庭故事，名字則源自“我小時候生出來是一頭捲髮，我自稱是秀蘭·鄧波兒。”
江一燕還是個攝影發燒友，書中的每一張圖片都是她本人拍的，並且“每一張圖要配什麼文字，要和什麼文章貼合在一起，所有都是我自己來做的。在書出版之前，我家裡排版的樣式也有三四稿了。”

## 目錄
序：陳道明
序：陳沖
文藝爬爬：悲傷和快樂一樣美好
公益爬爬：愛，是這個世界最美的風景
藝術爬爬：沒有風的日子裡，夢想可以飛翔嗎？
旅行爬爬：把快樂留在心底，把悲傷遺忘在路上
小江的話

## 名人推薦
寫一本書來記錄和思想這些年來的奔跑進取，如同在上一趟旅行之後，下一趟旅行之前，拾揀滿滿噹噹的行李箱，扔掉一些不要的東西，送掉一些給朋友的禮物，留下一些以後還會需要的，珍藏一些刻骨銘心的，另外一定還有些東西，我們可以看到或者看不到，但對你來說已經成為歷久彌堅的信仰。——陳道明
她像一部精彩的公路電影中年輕的女主角，在浪跡天涯時留下了自己的足跡，也讓那一片天涯改變了自己的人生。——陳沖
小江，你說：“縱然生命中有太多選擇，改變或者宿命，但我們會勇敢地擺脫性格的宿命，自由地飛翔。”我們是指引對方飛翔的小鳥，期待這片你帶我去的天空。——高圓圓
優美的文筆，細膩的表述，帶我走進你的世界。如此安靜，美好，充滿希望！親愛的爬爬！——劉亦菲
我看見她輕輕地拍打著“一雙翅膀”，載著“一個夢”，默默地“爬行”著……——張亞東
一個勤奮的人，一個認真的人，一個坦誠的人，一個善良的人，江一燕做到了。——董建成（哈蘇攝影大師，小燕子藝術中心主任）